# Пуджа Ганді
Пуджа Ганді (*ಪೂಜಾ ಗಾಂಧಿ, нар. 7 жовтня 1983  ) — індійська акторка Сандалвуду. Також знімалася у кіностудіях Коллівуду, Моллівуду, Бенгальського кінематографа. Нині її фільмографія нараховує близько 40 кінострічок мовою каннада 3 фільмах мовою тамілі, по 1 — бенгалі, гінді, малаялам.

## Життєпис
Походить з традиційної пенджабської родини. Народилася в місті Мірут, штат Уттар Прадеш 1987 року. Стосовно дати є деякі розбіжності: за більшістю відомостей це сталося 7 жовтня, за іншими — 11. Донька Паван Ганді, бізнесмена, та Джоті, домогосподарки. При народженні отримала ім'я Санджана. Дівчина навчалася спочатку в Sophia Convent, а потім в державній школі Dewan (Dewan Public School) в Міруті.
Відомість здобула спочатку як модель. Пуджа розпочала свою кар'єру як актриса в серіалі під назвою «Zameen Se Asman». Її кінодебют стався у бенгальському фільмі «Tomake Salam» 2003 року, потім вона спробувала себе на півдні, знялася в тамільському фільмі «Kokki», але він не дуже гарно пройшов у прокаті.
Втім справжній успіх прийшов до неї у 2006 році, коли вона знялася у фільмі мовою каннада «Mungaru Male», який став великим хітом у Карнатакі. У 2007 Пуджа знялася в наступному каннада фільмі під назвою «Крішна». Потім вийшли «Kodagana Koli Nungitha», «Manmahta», «Кольори любові», «Huchchi», «Тадж Махал» і «Будхівантра». За фільм «Тадж Махал» здобула першу нагороду — за найкращу жіночу роль кінопремії Filmfare Award, яку отримала у 2008 році. Вона також знялася в декількох музичних кліпах і короткометражках.
У 2011 році її запрошено до Боллівуду, де Ганді знялася у фільмі «Я», який здобув перемогу за найкращий фільм мовою гінді Національної кінопремії Індії. 2012 року знялася на кіностудіях Сандалвуда у стрічках «Thavarina Runa», «Aptha», «Nee Illadhe», «Харе Рама, Харе Крішна», «Panchamrutha», «Pagal», «Jogayya». Того ж року за роль у фільмі «Dandupalya» здобула номінацію за найкращу жіночу роль кінопремій Suvarna Film Awards та Filmfare Awards South. Цей фільм також було дубльовано мовою телугу.
На початку 2012 року Пуджа Ганді зайнялася політикою та 18 січня приєдналася до партії Джаната Дал (С). Вона стала обличчям цієї партії поряд з ще одним актором фільмів мовою каннада Мадху Бангараппою. Згодом стало членом Карнатака Джаната Пакша. 2013 року вступила до Конгресу Бадавара Шрамікара Райтара. Того ж року від цієї партії намагалася балотуватися до Законодавчих зборів Карнатаки, проте невдало.
У 2013 році вперше знялася у фільмі на Моллівуді «Maad Dad». 2015 року вперше виступила як продюсер при зніманні фільму «Abhinetri». Того ж року почалася зніматися в реаліті-шоу «Великий бос каннада-3». 2017 року вперше знялося у фільмі мовою тулу — «Beere Devupoonje».

## Особисте життя
16 листопада 2012 відбулися заручини Пуджі Ганді і Ананда Гоуда. Ананд за професією рієлтор, також він фінансує каннада фільми. Раніше він розлучився зі своєю першою дружиною Джаната Дав. Ананд сказав, що після весілля він не буде проти, щоб Пуджа продовжила кар'єру в кіно і в політиці. Проте вже в грудні того ж року Пуджа Ганді розірвала заручини, відмовилася від весілля, звинувативши А. Гоуда в жорсткому поводженні з нею і з її родиною.